# 丸尾英司
丸尾 英司（まるお えいじ、1972年4月26日 - ）は、兵庫県姫路市出身の元プロ野球選手（投手）。2008年から2015年まで社会人野球のパナソニック野球部にてヘッドコーチを務めていた。

## 来歴・人物
網干中学では完全試合を記録するなど活躍し、東洋大姫路から勧誘を受けたが、のびのびした環境を求めて地元の姫路南高校に進学した。高校では1年夏からエースとなり、2年および3年の夏に兵庫大会で5回戦まで進出している。
高校卒業後は佛教大学に進学。京滋大学リーグで通算30試合に登板し25勝1敗。最優秀選手3回、最優秀投手2回、ベストナイン4回受賞。4年春にかけて18連勝のリーグ記録を樹立する。1992年秋季の京都学園大戦でノーヒットノーランを達成する。明治神宮大会で完封勝利。3年生の1993年には日本・キューバ対抗戦で日本代表に選出され、山部太らを押しのけて先発した第1戦で3回を2安打無失点に抑え、プロから注目されている。その一方で講義にもよく出席しながらアパートで一人暮らしをし、週2回はコンビニエンスストアで深夜にアルバイトをするなど、一般的な学生生活を送っていた。大学選手権では3年時に準優勝する関東学院大・河原隆一と投げ合うも惜敗、4年時は初戦完投勝利も2回戦で日体大・山内泰幸を相手に完封負け。1994年のドラフト会議でオリックス・ブルーウェーブから2位指名を受けて、同大学初のプロ野球選手となる。契約金、年俸はそれぞれ8000万円、1000万円（金額はいずれも推定）だった。
1996年にはジュニアオールスターゲームで先発して勝利投手となり優秀選手に選ばれたが、一軍では5年間で14試合の登板に終わり、1999年10月6日に戦力外通告を受ける。
テストを受け2000年に大阪近鉄バファローズに年俸800万円で入団し、過去最高となる19試合登板を果たしたが同年オフに戦力外通告を受けた。
大久保勝信と愛敬尚史がドラフトで指名されて投手陣が手薄となった松下電器から誘われ、同年11月30日に入社試験を受けて翌12月1日付で入社した。鍛治舎巧野球部長からは野球に対する姿勢も評価されていたという。2001年シーズンは先発と抑えを務めて活躍し、2年目の2002年には都市対抗野球で21回2/3を投げ防御率0.42の好投で2勝を挙げ、チームの13年ぶりのベスト4進出に貢献。同年の日本選手権でも1勝、防御率1.50と年間を通じて安定した活躍を見せ、元プロ選手としては初めて社会人ベストナインに選出された。また、2003年1月には日本スポーツ賞の優秀選手賞を受賞している。2004年は投手コーチを兼任して現役を続けていたが、2大大会の登板もなく同年オフに引退した。
2005年からはコーチ専任でチームを支え、同年チームの社会人野球日本選手権大会2度目の優勝に貢献している。翌2006年限りで一度退部したものの、2008年からヘッドコーチに就任して2年ぶりに現場復帰したが、2015年をもって勇退した。その後は同部の採用アドバイザーを務めている。

## 選手としての特徴
サイドスローから繰り出す最速143km/hの速球とスライダーを武器にしていた。プロではこの2つの球種だけでは通用せず、3年目の1997年にシュート、1999年にフォークボールを習得している。

## 詳細情報

### 年度別投手成績
| 年 度     | 球 団      | 登 板 | 先 発 | 完 投 | 完 封 | 無 四 球 | 勝 利 | 敗 戦 | セ 丨 ブ | ホ 丨 ル ド | 勝 率 | 打 者 | 投 球 回 | 被 安 打 | 被 本 塁 打 | 与 四 球 | 敬 遠 | 与 死 球 | 奪 三 振 | 暴 投 | ボ 丨 ク | 失 点 | 自 責 点 | 防 御 率 | W H I P |
| --------- | ---------- | ----- | ----- | ----- | ----- | -------- | ----- | ----- | -------- | ----------- | ----- | ----- | -------- | -------- | ----------- | -------- | ----- | -------- | -------- | ----- | -------- | ----- | -------- | -------- | ------- |
| 1995      | オリックス | 4     | 0     | 0     | 0     | 0        | 0     | 0     | 0        | --          | ----  | 38    | 7.2      | 13       | 1           | 3        | 0     | 0        | 10       | 0     | 0        | 6     | 6        | 7.04     | 2.09    |
| 1997      | オリックス | 3     | 3     | 0     | 0     | 0        | 1     | 0     | 0        | --          | 1.000 | 71    | 17.1     | 16       | 0           | 6        | 0     | 0        | 8        | 1     | 0        | 6     | 6        | 3.12     | 1.27    |
| 1998      | オリックス | 7     | 3     | 0     | 0     | 0        | 0     | 0     | 0        | --          | ----  | 79    | 16.0     | 19       | 2           | 13       | 1     | 1        | 8        | 1     | 1        | 15    | 12       | 6.75     | 2.00    |
| 2000      | 近鉄       | 19    | 0     | 0     | 0     | 0        | 0     | 0     | 0        | --          | ----  | 165   | 37.2     | 41       | 4           | 11       | 2     | 2        | 28       | 1     | 0        | 18    | 15       | 3.58     | 1.38    |
| 通算：4年 | 通算：4年  | 33    | 6     | 0     | 0     | 0        | 1     | 0     | 0        | --          | 1.000 | 353   | 78.2     | 89       | 7           | 33       | 3     | 3        | 54       | 3     | 1        | 45    | 39       | 4.46     | 1.55    |

### 記録
- 初登板：1995年6月17日、対千葉ロッテマリーンズ9回戦（千葉マリンスタジアム）、9回裏に4番手で救援登板・完了、1回無失点
- 初奪三振：同上、9回裏にピート・インカビリアから
- 初先発：1997年9月28日、対千葉ロッテマリーンズ24回戦（千葉マリンスタジアム）、5回4失点
- 初勝利・初先発勝利：1997年10月5日、対近鉄バファローズ27回戦（グリーンスタジアム神戸）、8回4安打1失点

### 背番号
- 14 （1995年 - 1999年）
- 49 （2000年）